# Ana Aslan

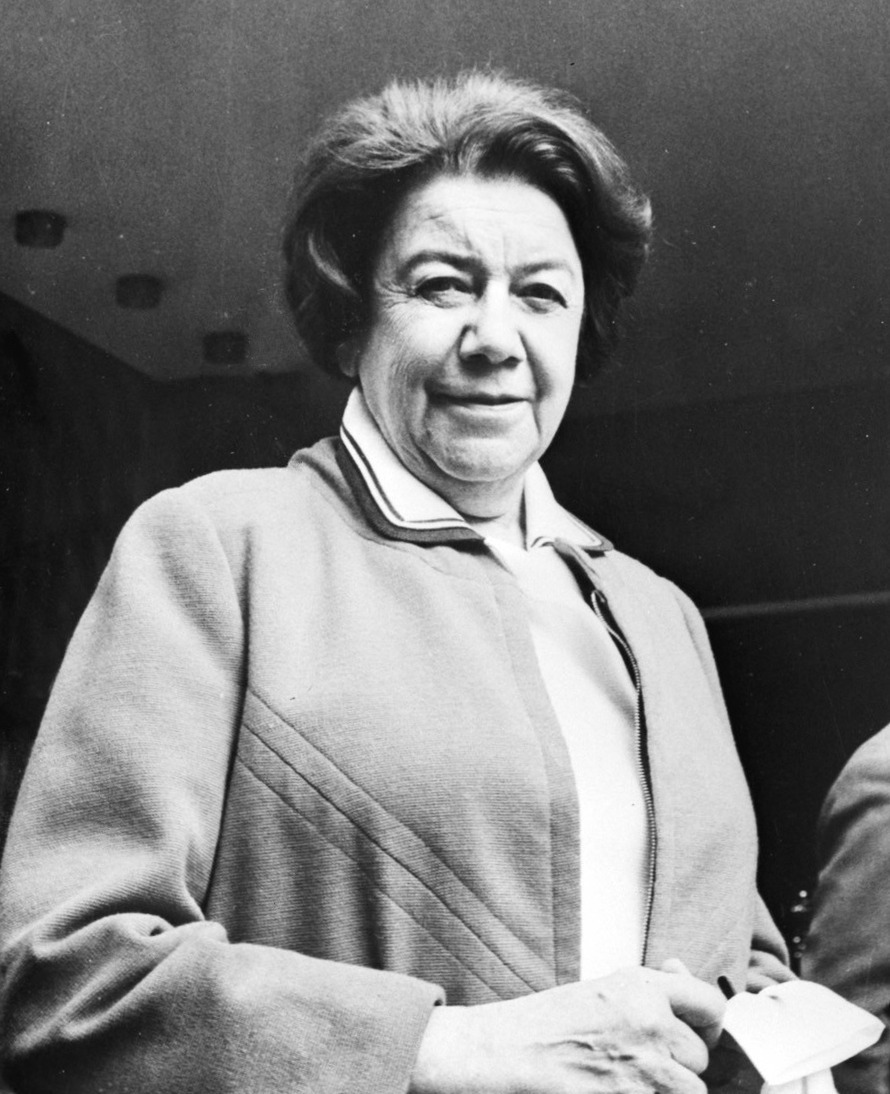
Ana Aslan

Ana Aslan (* 1. Januar 1897 in Brăila; † 8. Mai 1988 in Bukarest) war eine rumänische Ärztin und Gerontologin.

## Leben und Wirken
Als Professorin für Innere Medizin in Bukarest gründete Aslan 1945 das Staatliche Institut für geriatrische Forschungen und Gerontologie in Bukarest. Sie entwickelte ca. 1946–1956 eine nach ihr benannte, heute nur noch in der Alternativmedizin verwendete gerontologische Therapie, in der der Einsatz von Procain eine wesentliche Rolle spielt. Die Injektionen sollten nach Aussagen ihrer Befürworter den vorzeitigen Alterungsprozess im menschlichen Organismus beeinflussen können. Aslans Idee wurde vom damaligen Staatschef Nicolae Ceaușescu unterstützt und kam Ende der 1960er Jahre auch im Westen in Mode. Aslan war zeitweise eine international bekannte Wissenschaftlerin und erhielt zahlreiche persönliche Ehrungen, 1971 etwa das Bundesverdienstkreuz. Sie war im Vorstand der Internationalen Assoziation für Gerontologie und der Medizinischen Assoziation des Balkans, ab 1980 auch ordentliches Mitglied der rumänischen Akademie, und fungierte als Herausgeberin mehrerer gerontologischer Fachzeitschriften.
Aslan stellte ihre Entwicklung ab ca. 1956 auf Kongressen und in deutsch- und italienischsprachigen Veröffentlichungen international vor. In den 1960–70er Jahren wurden die Procainzubereitungen in mehreren wissenschaftlichen Studien gegen Alterung und Demenz erprobt, jedoch ohne tragfähige Resultate; ein aktueller Cochrane-Review ist negativ. Ein Wirkungsnachweis wurde letztlich nicht erbracht und die Behandlung wurde von der wissenschaftlichen Medizin bis ca. 1980 vollständig aufgegeben.
Dennoch werden in Europa bis heute Procainzubereitungen "nach Aslan", z. B. unter der Marke Gerovital H3, als "Anti-Aging-Kur" vermarktet. Formal handelt es sich um Nahrungsergänzungsmittel oder Kosmetika ohne Medikamentenzulassung. Das ähnlich klingende Gerovital GH3 ist eine reine Vitaminmischung. Derartige Produkte werden von den Krankenkassen nicht bezahlt. In den USA sind die Präparate aufgrund des Einsatzes von Procain durch die FDA nicht zum Verkauf zugelassen.

### Sachbücher
- Erika Lang: Das Lebenswerk der Ana Aslan. Dissertation, Universität Köln 2005.
- Peter Udelhoven (Hrsg.): Ana Aslan. Sie ist älter als sie aussieht. Verlag WiGe, Köln 1984, ISBN 3-89140-001-2.

### Belletristik
- Karl Witopil: Das ewige Leben. Ana Aslan, das Leben der weltberühmten Wissenschaftlerin, ihre Formel, ihr mysteriöses Verschwinden. Bastei-Lübbe, Bergisch Gladbach 1997, ISBN 3-404-12653-X.
- Saskia Draxler: Die Lebensgeschichte von Ana Aslan Deutsche ASLAN Gesellschaft e. V., Olsberg.